# English Vinglish
Pour plus de détails, voir Fiche technique et Distribution.
English Vinglish (इंग्लिश विंग्लिश) est un film musical indien réalisé par Gauri Shinde sorti en 2012.
Comédie sociale racontant l'histoire d'une mère de famille indienne qui lors d'un séjour aux États-Unis, acquiert son indépendance en suivant des cours d'anglais. Le rôle principal est tenu par Sridevi, dont c'est le retour sur les écrans après 15 ans d'absence ; elle est entourée de Mehdi Nebbou, Adil Hussain et Priya Anand. La musique est composée par Amit Trivedi.
Le film est présenté au Festival international du film de Toronto 2012.

## Synopsis
Shashi est une mère de famille marathi qui excelle dans la confection de ladoos pour la vente desquels elle a monté un petit commerce. Mais, si sa famille raffole des confiseries de Shashi, elle n'en manque pas moins de la railler pour son manque de maîtrise de l'anglais, sapant ainsi sa confiance en elle. Alors qu'elle séjourne quelque temps aux États-Unis, elle décide de suivre un cours de langue anglaise pour adultes. Le contact des étudiants venus de tous horizons, et particulièrement l'attention que lui porte un chef cuisinier français, Laurent, lui permettent d'acquérir de l'assurance. Shahshi prend également conscience du manque de respect dont elle est l'objet de la part de son mari et de sa fille aînée.

## Fiche technique
- Titre : English Vinglish
- Titre original : इंग्लिश विंग्लिश
- Réalisatrice : Gauri Shinde
- Scénario : Gauri Shinde
- Musique : Amit Trivedi
- Parolier : Swanand Kirkire (hindi) et P. Vijay (tamoul)
- Direction artistique : Maggie Ruder
- Photographie : Laxman Utekar
- Montage : Hemanti Sarkar
- Prise de son : Resul Pookutty
- Producteurs : Sunil Lulla, R. Balki et Rakesh Jhunjhunwala
- Sociétés de production : Hope Productions et Eros International
- Langue : hindi, anglais
- Pays d'origine : Inde
- Format : Couleurs
- Genre : comédie dramatique
- Durée : 129 minutes
- Date de sortie :
  -  Canada : 14 septembre 2012 (Festival international du film de Toronto 2012)
  -  Inde : 5 octobre 2012
  -  France : 6 octobre 2012

## Distribution
- Sridevi : Shashi
- Adil Hussain : l'époux de Shashi
- Mehdi Nebbou : Laurent
- Priya Anand
- Amitabh Bachchan : caméo dans la version hindie
- Ajith Kumar : caméo dans la version tamoule

## Musique
La bande originale, composée par Amit Trivedi, sort le 4 septembre 2012 sous le label T-Series. Elle est bien accueillie par les critiques qui le qualifient de simple, sobre et élégant.

### Version hindie
Les paroles hindies sont écrites par Swanand Kirkire (en).
- English Vinglish I interprétée par Shilpa Rao (4:34)
- Dhuk interprétée par Amit Trivedi (5:03)
- Manhattan interprétée par Clinton Cerejo, Bianca Gomes (4:36)
- Gustakh Dil interprétée par Shilpa Rao (5:39)
- Navrai Majhi interprétée par Sunidhi Chauhan, Swanand Kirkire (en), Natalie Di Luccio, Neelambari Kirkire (4:23)
- English Vinglish II interprétée par Amit Trivedi (4:32)

### Version tamoule
Les paroles tamoules sont écrites par P. Vijay
- English Vinglish I interprétée par Shilpa Rao (4:34)
- Dhiku Dhiku interprétée par Benny Dayal (5:03)
- Manhattan interprétée par Benny Dayal, Bianca Gomes (4:36)
- Alai Payuthe interprétée par Hamsika Iyer (5:39)
- Ummachchi Ummachchi interprétée par Sneha Suresh, Vijay Prakash, Chandan Bala et Lavanya Padmanabhan (4:23)
- English Vinglish II interprétée par Benny Dayal (4:32)

## Distinctions

### Nominations
- Festival international du film de Toronto 2012 : sélection « Gala Presentations »